# Hebeloma
Hebeloma (Fr.) P. Kumm. (włośnianka) – rodzaj grzybów należący do rodziny pierścieniakowatych (Strophariaceae).

## Charakterystyka
Grzyby naziemne o owocnikach mięsistych, średnich lub dużych. Kapelusz w czasie wilgotnej pogody mazisty. U różnych gatunków ma różny kolor, ale zazwyczaj jest blady, w odcieniach brązu. U niektórych gatunków występują na jego brzegach resztki osłony. Blaszki o podobnej, jak kapelusz barwie, z czasem ciemnieją i na starszych okazach są ciemnobrązowe. Trzon: cylindryczny, rzadko maczugowaty, w górnej części często drobno łuseczkowaty. U niektórych gatunków występuje na nim włókienkowata strefa pierścieniowa. Miąższ kremowobrązowy, u licznych gatunków ma zapach rzodkwi i dość często jest gorzki. Wysyp zarodników szarobrązowy.
Należące do tego rodzaju gatunki są szeroko rozprzestrzenione na kuli ziemskiej, najczęściej jednak występują na obszarach o klimacie umiarkowanym, borealnym lub arktycznym. Ogromna ich większość (a być może wszystkie) to grzyby mykoryzowe, współżyjące z korzeniami drzew i krzewów liściastych i iglastych. Rozróżnienie poszczególnych gatunków jest bardzo trudne, ze względu na ich duże podobieństwo morfologiczne i dużą zmienność wewnątrz gatunku. W dotychczasowych badaniach naukowych stwierdzono występowanie w Polsce 26 gatunków tych grzybów.
Wszystkie poznane pod względem wartości spożywczych włośnianki są albo trujące, albo niejadalne. U wielu gatunków nie zbadano ich własności spożywczych, więc zakłada się, że są niejadalne.

## Systematyka i nazewnictwo
Pozycja w klasyfikacji według Index Fungorum: Strophariaceae, Agaricales, Agaricomycetidae, Agaricomycetes, Agaricomycotina, Basidiomycota, Fungi.
W 1821 r. Elias Fries utworzył takson Agaricus trib. Hebeloma. Później podniesiono go do rangi rodzaju. Synonimy naukowe: Agaricus trib. Hebeloma Fr., Hebelomatis Earle, Hylophila Quél., Myxocybe Fayod, Picromyces Battarra ex Earle, Roumeguerites P. Karst. Sarcoloma Locq.
Polską nazwę podał Stanisław Chełchowski w 1898 r. W polskim piśmiennictwie mykologicznym należące do tego rodzaju gatunki opisywane były też jako bedłka, skórzak lub łuszczak.
Gatunki występujące w Polsce:

- Hebeloma aanenii Beker, Vesterh. & U. Eberh. 2015[6]
- Hebeloma anthracophilum Maire – włośnianka węglolubna
- Hebeloma birrus (Fr.) Gillet 1884 – włośnianka drobniutka, włośnianka duńska
- Hebeloma cavipes Huijsman 1961[6]
- Hebeloma celatum Grilli, U. Eberh. & Beker 2015[6]
- Hebeloma circinans (Quél.) Sacc. – włośnianka wapieniolubna
- Hebeloma claviceps (Fr.) Quél. 1872[7] - włośnianka białołuskowata
- Hebeloma clavulipes Romagn. – włośnianka białobrzega
- Hebeloma collariatum Bruchet 1970[6]
- Hebeloma crustuliniforme (Bull.) Quél. – włośnianka rosista
- Hebeloma cylindrosporum Romagn – włośnianka cylindrycznozarodnikowa
- Hebeloma eburneum Malençon 1970[6]
- Hebeloma erebium (Huijsman) Beker & U. Eberh. 2015[6]
- Hebeloma firmum (Pers.) Sacc. – włośnianka krzepka[7]
- Hebeloma fragilipes Romagn. 1965[6]
- Hebeloma fusipes Bres. – włośnianka wrzecionowatotrzonowa[7]
- Hebeloma fusisporum Gröger & Zschiesch. 1981[6]
- Hebeloma geminatum Beker, Vesterh. & U. Eberh. 2015[6]
- Hebeloma gigaspermum Gröger & Zschiesch. 1981[6]
- Hebeloma helodes J. Favre – włośnianka bagienna
- Hebeloma hiemale Bres. – włośnianka późnojesienna
- Hebeloma incarnatulum A.H. Sm. 1984[6]
- Hebeloma ingratum Bruchet 1970[6]
- Hebeloma ischnostylum (Cooke) Sacc. 1887[6][7]
- Hebeloma laterinum (Batsch) Vesterh. – włośnianka wrzecionowatozarodnikowa
- Hebeloma leucosarx P.D. Orton 1960[6]
- Hebeloma magnimamma (Fr.) P. Karst. 1879[7] – włośnianka mlecznokawowa
- Hebeloma marginatulum (J. Favre) Bruchet 1970[6]
- Hebeloma mesophaeum (Pers.) Quél. – włośnianka brunatna
- Hebeloma nanum Velen. 1940[6]
- Hebeloma nauseosum Sacc. 1891[8][7]
- Hebeloma odoratissimum (Britzelm.) Sacc. 1895[6][7]
- Hebeloma pamphiliense Cittadini, Lezzi & Contu 2008[6]
- Hebeloma populinum – włośnianka topolowa
- Hebeloma pseudoamarescens (Kühner & Romagn.) P. Collin – tzw. olszóweczka wypaleniskowa[9]
- Hebeloma pseudofragilipes Beker, Vesterh. & U. Eberh. 2015[6]
- Hebeloma punctatum (Fr.) P. Kumm. 1871 – włośnianka kropkowana[8]
- Hebeloma pusillum J.E. Lange – włośnianka malutka
- Hebeloma radicosum (Bull.) Ricken – włośnianka korzeniasta
- Hebeloma sacchariolens Quél. – włośnianka słodkowonna
- Hebeloma salicicola Beker, Vesterh. & U. Eberh. 2015[6]
- Hebeloma sarcophyllum (Peck) Sacc. 1887 – włośnianka różowoblaszkowa
- Hebeloma sinapizans (Fr.) Sacc. – włośnianka musztardowa
- Hebeloma sinuosum (Fr.) Quél. – włośnianka wężykowata
- Hebeloma sordescens Vesterh. – włośnianka gorzkawa
- Hebeloma sordidum Maire 1914[6]
- Hebeloma stenocystis J. Favre – włośnianka subalpejska
- Hebeloma submelinoides (Kühner) Kühner – tzw. olszóweczka cynamonowoblaszkowa[9]
- Hebeloma subtortum P. Karst. 1889[6]
- Hebeloma syrjense P. Karst. – włośnianka mydlanorzodkiewkowata
- Hebeloma theobrominum Quadr. 1987[8]
- Hebeloma vaccinum Romagn. – włośnianka ciemnobrązowa
- Hebeloma velatum (Peck) Peck 1910 – włośnianka piaskowcowa[8]
- Hebeloma velutipes Bruchet 1970[8]
- Hebeloma versipelle (Fr.) Gillet – włośnianka jasnoblaszkowa
- Hebeloma xerophilum Rudn.-Jez. – włośnianka piaskowa

Nazwy naukowe na podstawie Index Fungorum. Nazwy polskie według Władysława Wojewody (bez przypisów) i innych.

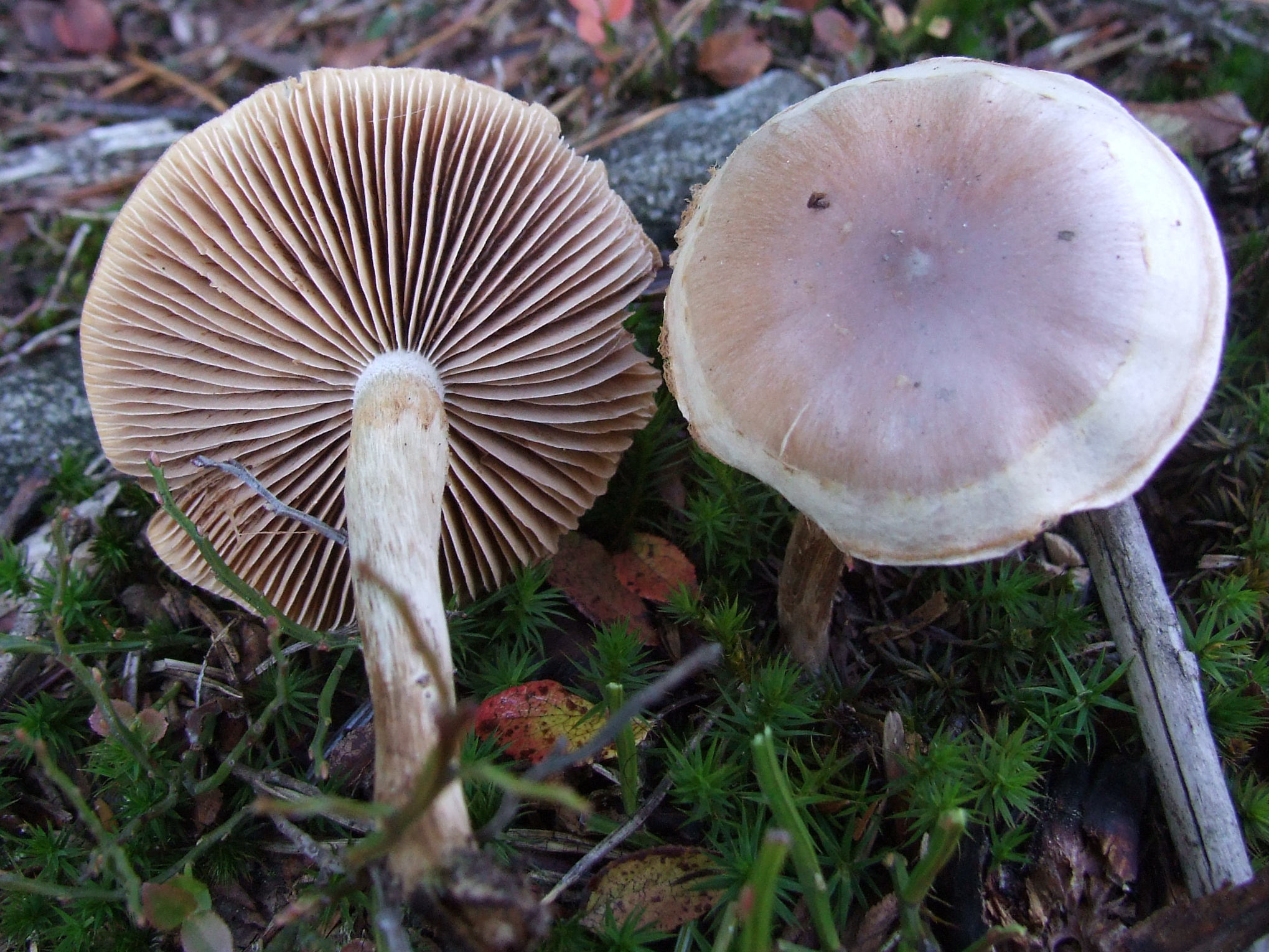
Włośnianka bagienna
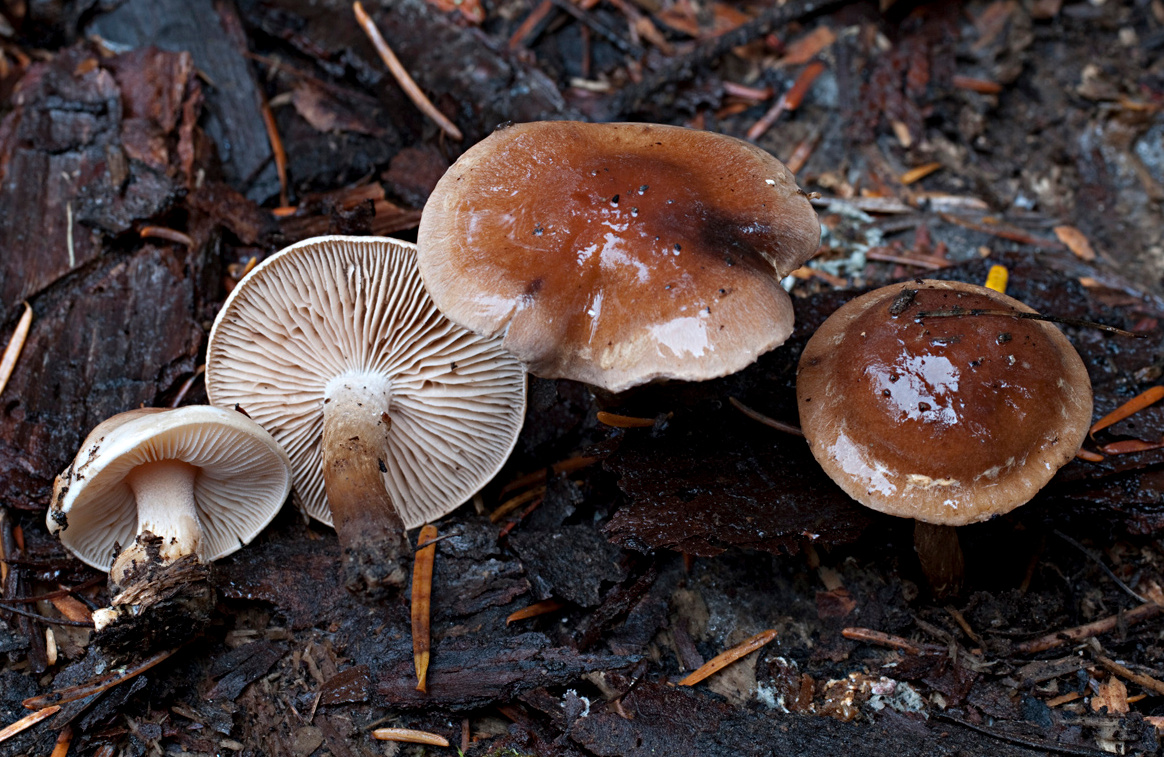
Włośnianka brunatna
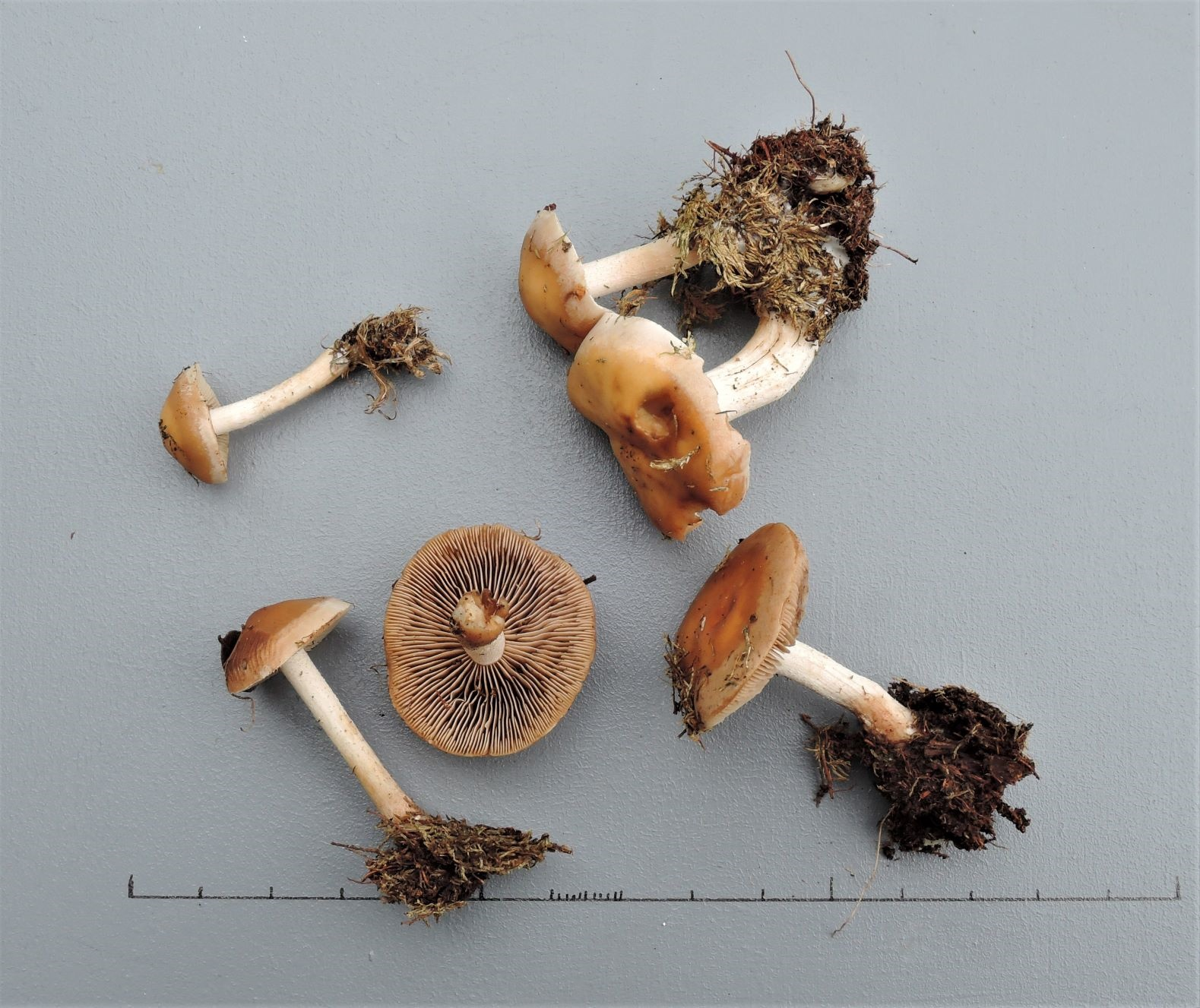
Włośnianka drobniutka
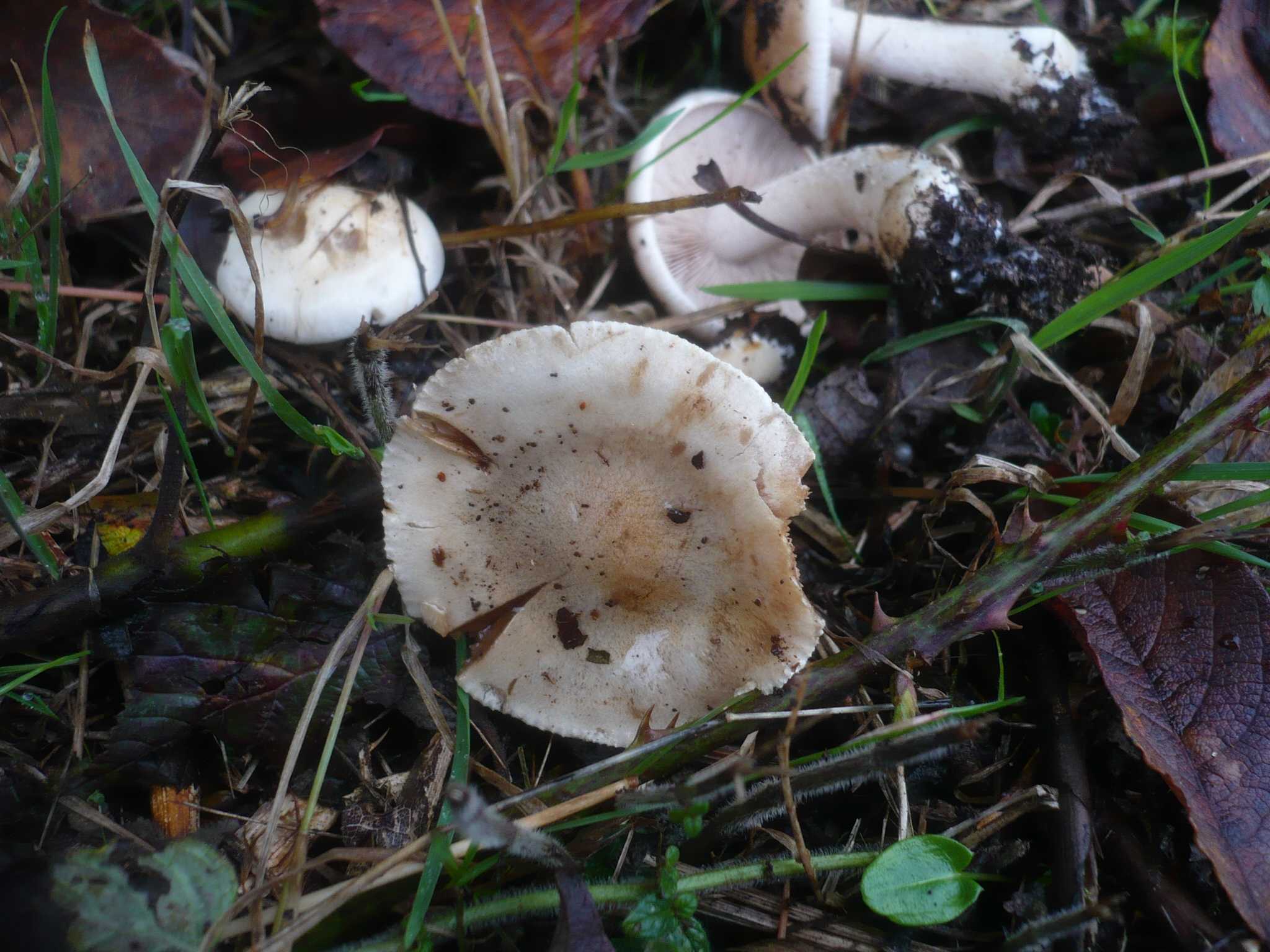
Włośnianka gorzkawa
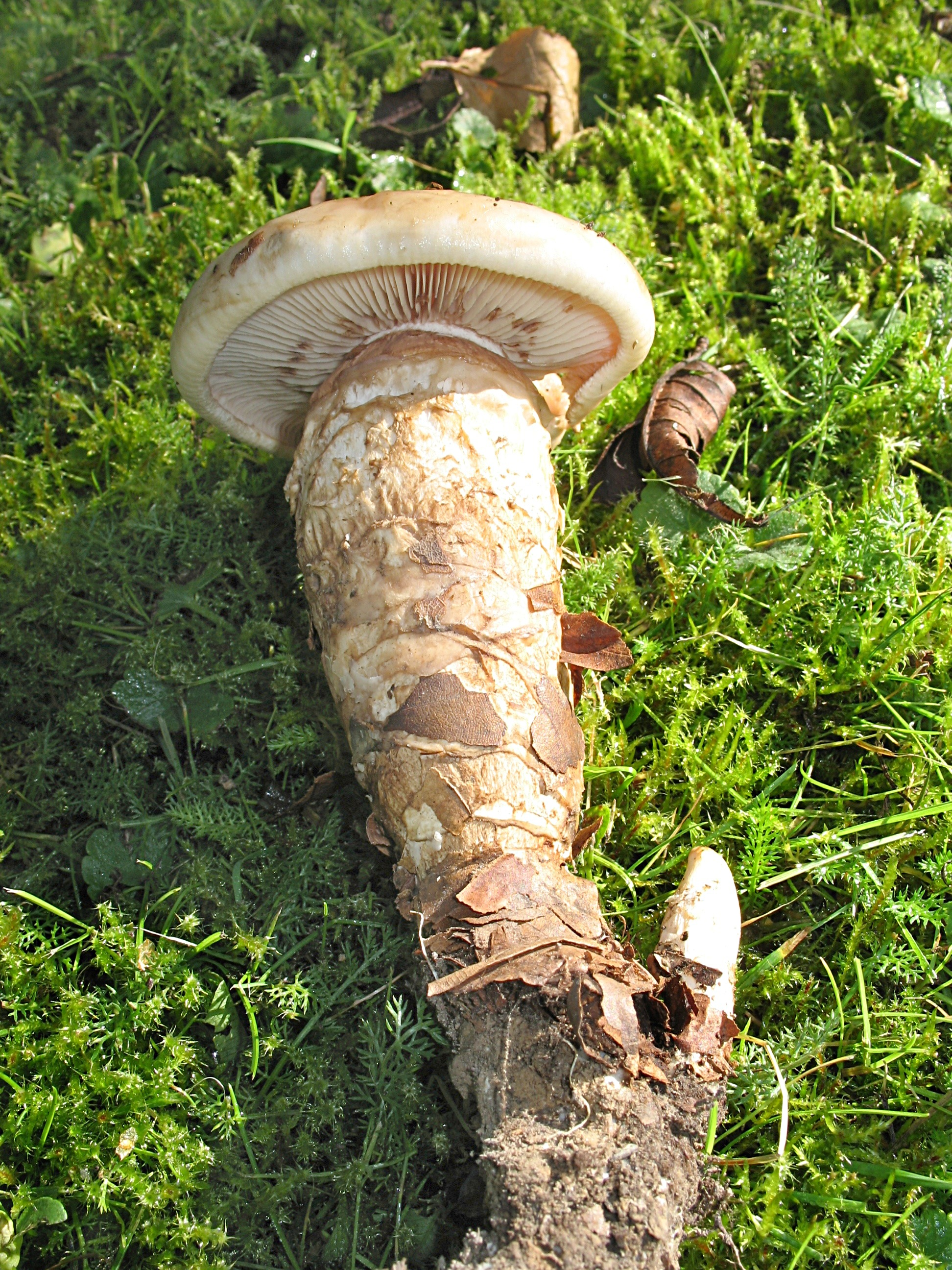
Włośnianka korzeniasta
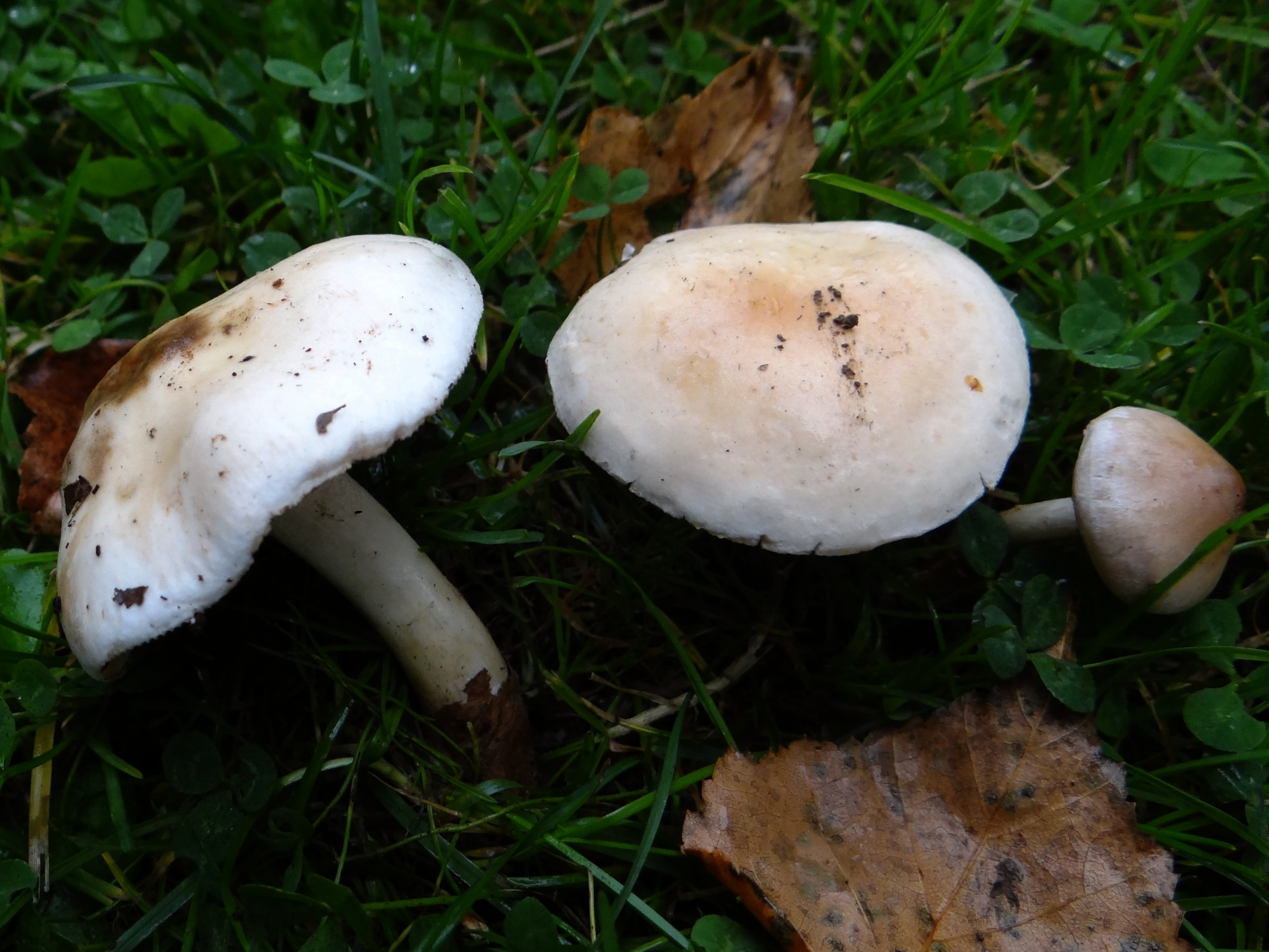
Włośnianka musztardowa
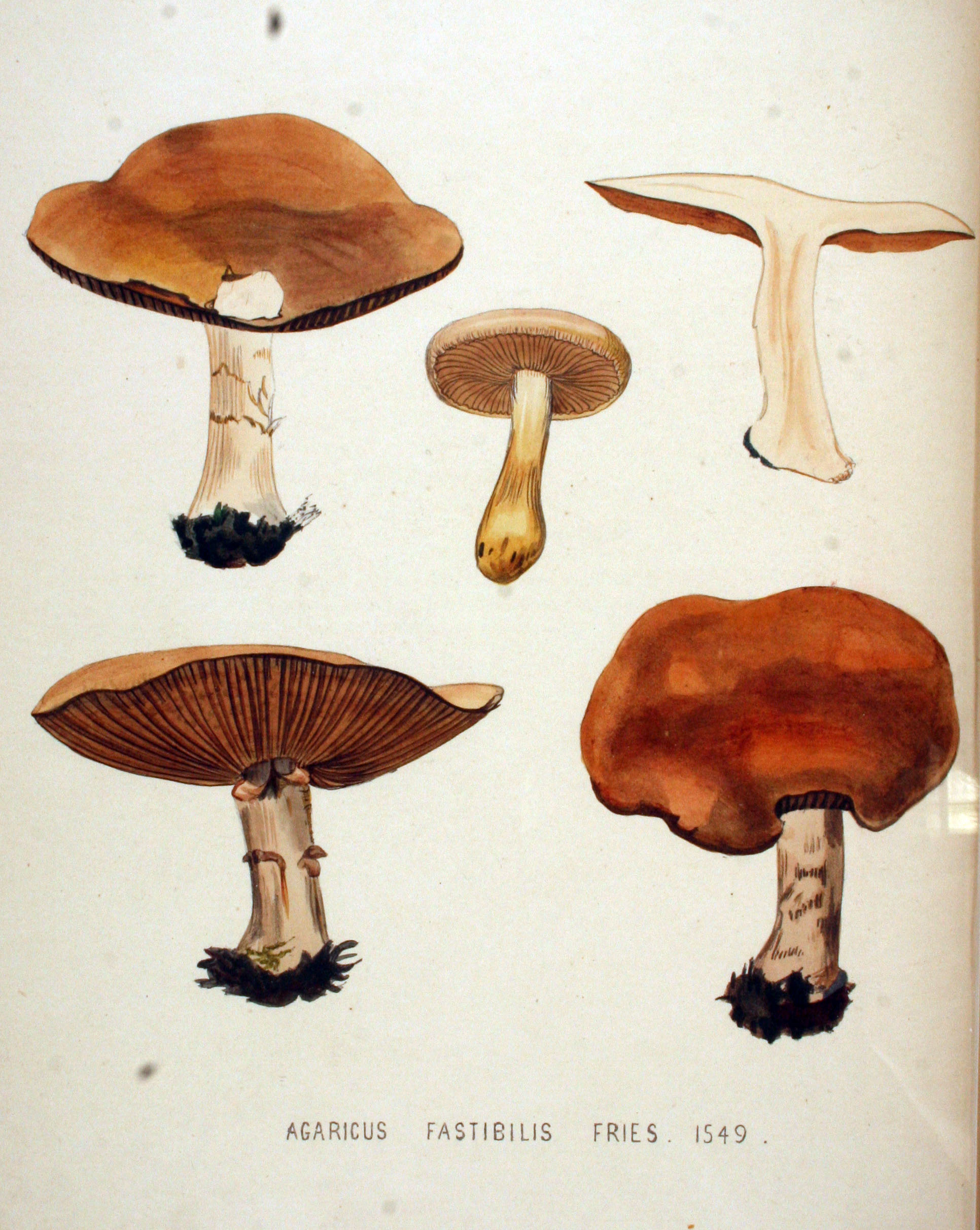
Włośnianka odrażająca
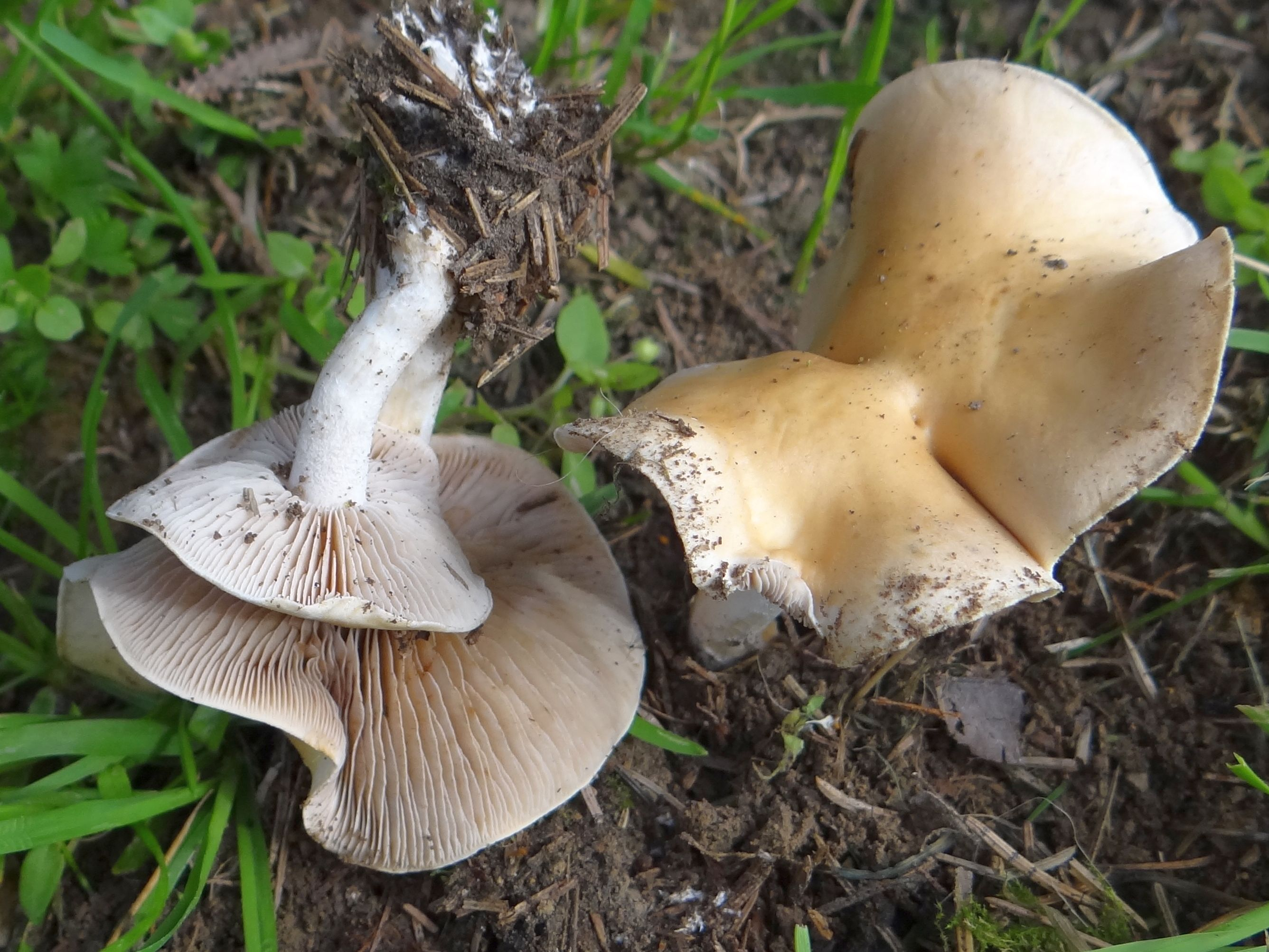
Włośnianka późnojesienna
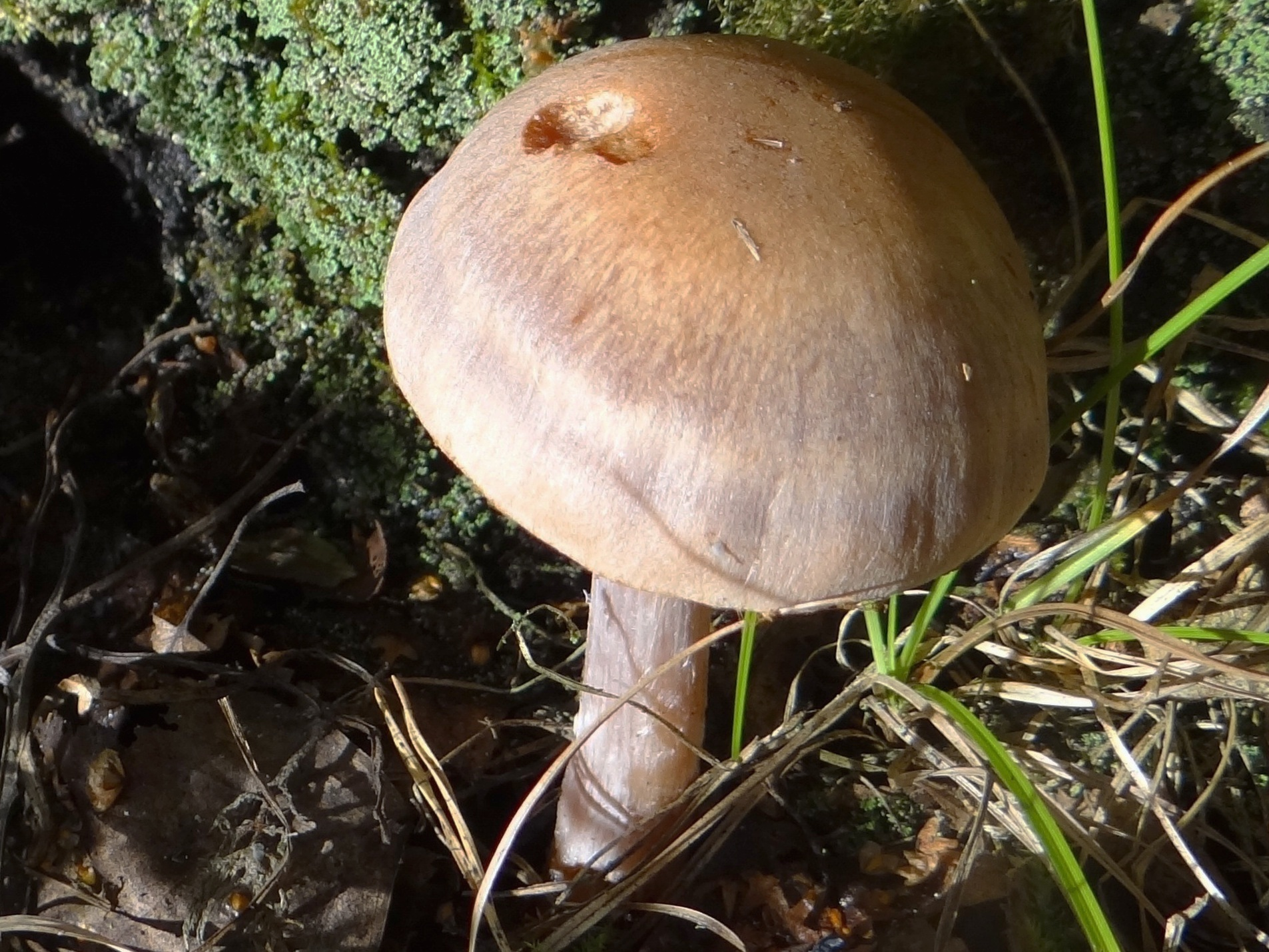
Włośnianka słodkowonna
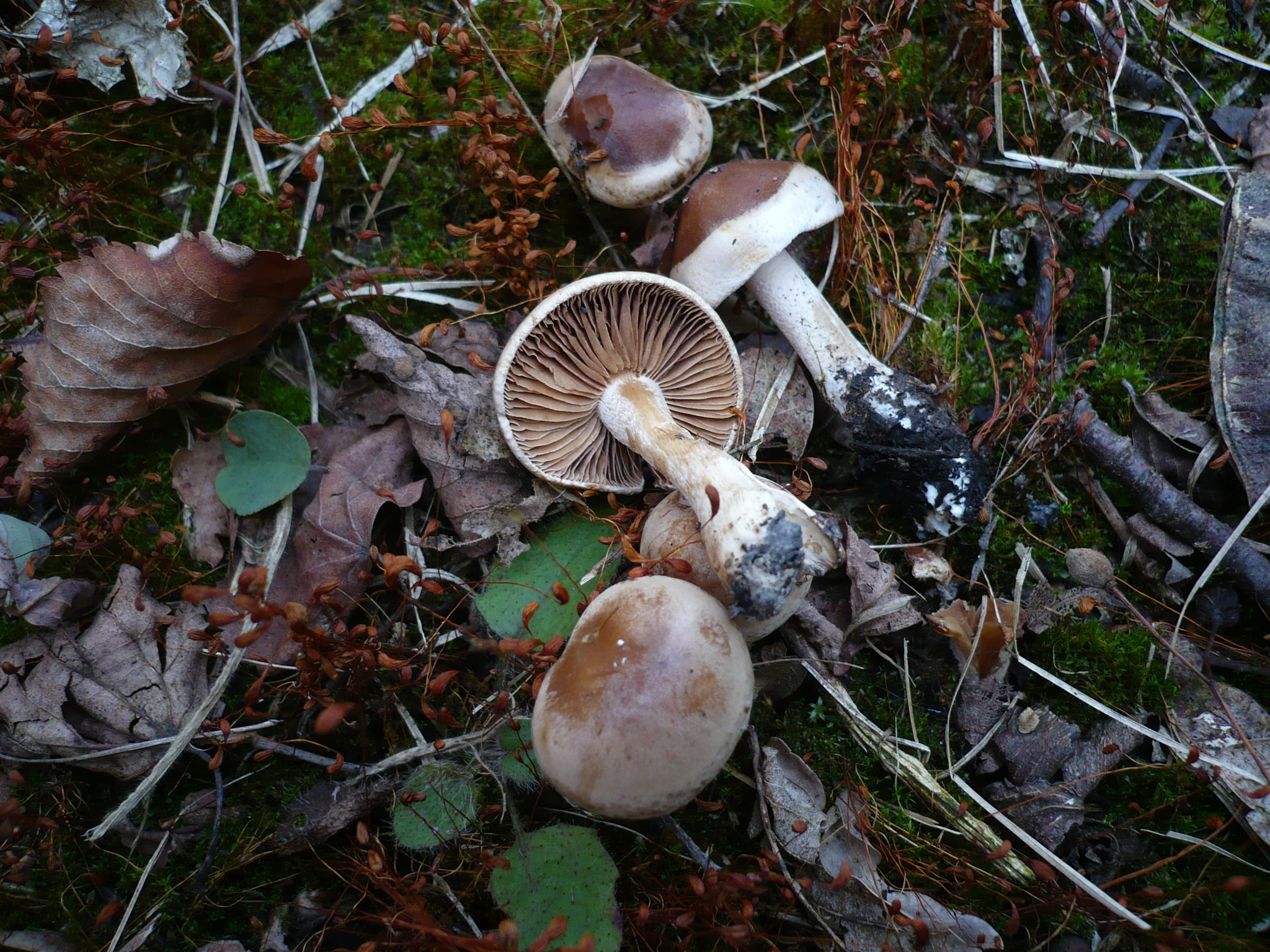
Włośnianka węglolubna
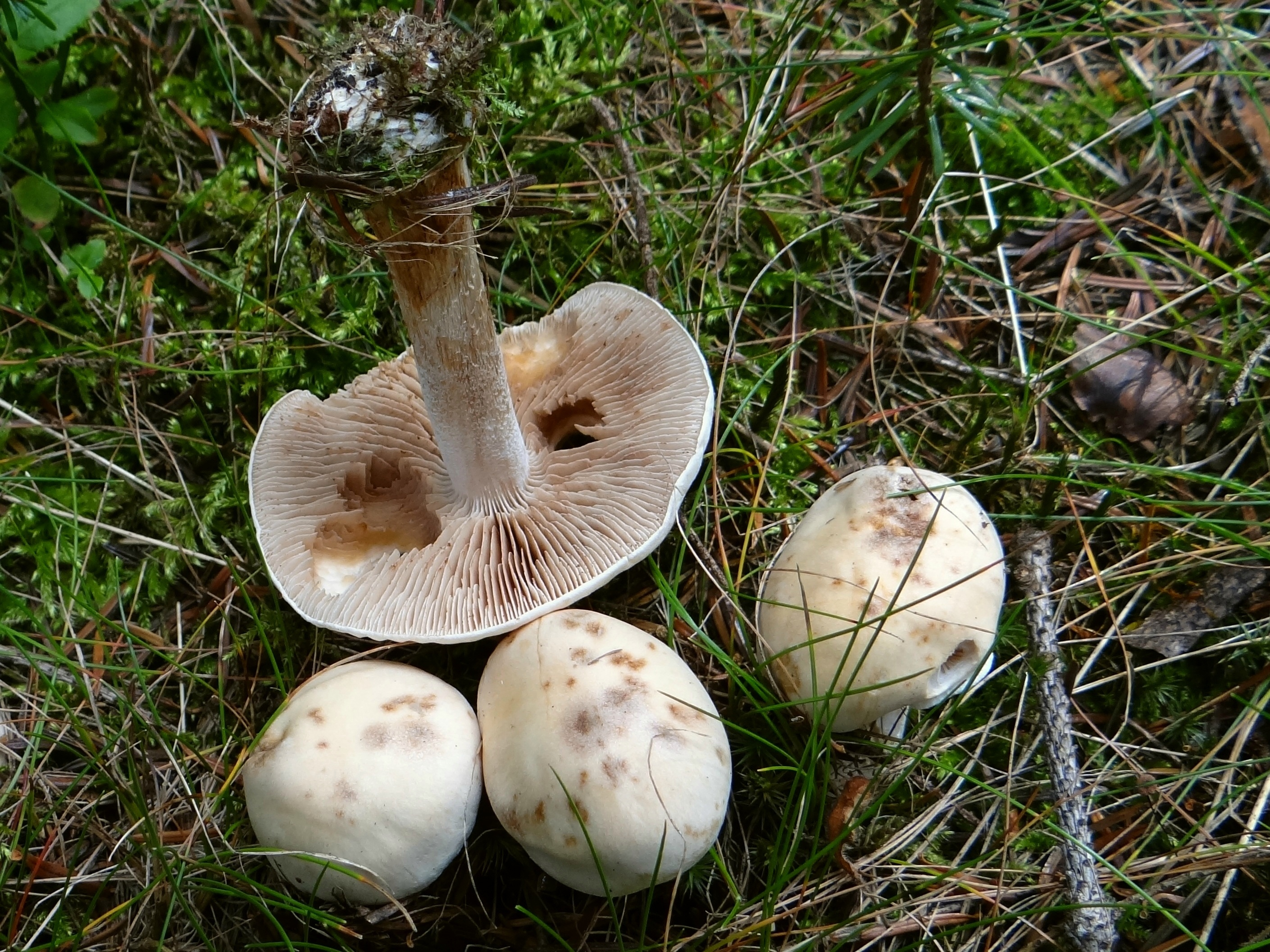
Włośnianka wrzecionowatozarodnikowa